# Bowser

Bowser, tidligere kendt under navnet Koopa, er hovedskurken i Mario-spillene fra Nintendo. Han blev skabt af Shigeru Miyamoto og optrådte første gang i NES-spillet Super Mario Bros., som blev udgivet i 1985 i Japan og USA. Bowser havde tidligere 7 børn der kaldes Koopalings. I dag har en søn som hedder Bowser Jr.
| Spilfigurer | Spire Denne spilfigur-relaterede artikel er en spire som bør udbygges. Du er velkommen til at hjælpe Wikipedia ved at udvide den. |